# Закон за повторния логаритъм
Законът за повторния логаритъм е зависимост в теорията на вероятностите, описваща величината на отклоненията при случайно обхождане.
Ако {Yn} са независими еднакво разпределени случайни величини със средна стойност нула и дисперсия единица, а техният сбор е Sn = Y1 + ... + Yn, тогава почти сигурно е в сила равенството:
{\displaystyle \limsup _{n\to \infty }{\frac {|S_{n}|}{\sqrt {2n\ln \ln n}}}=1},
където ln е естествения логаритъм, а lim sup е горната граница на функцията.
Законът е формулиран за пръв път през 1924 година от руския математик Александър Хинчин.